# Brandvoll
Brandvoll est une localité du comté de Troms, en Norvège.

## Géographie
Administrativement, Brandvoll fait partie de la kommune de Bardu.